# Risc PC

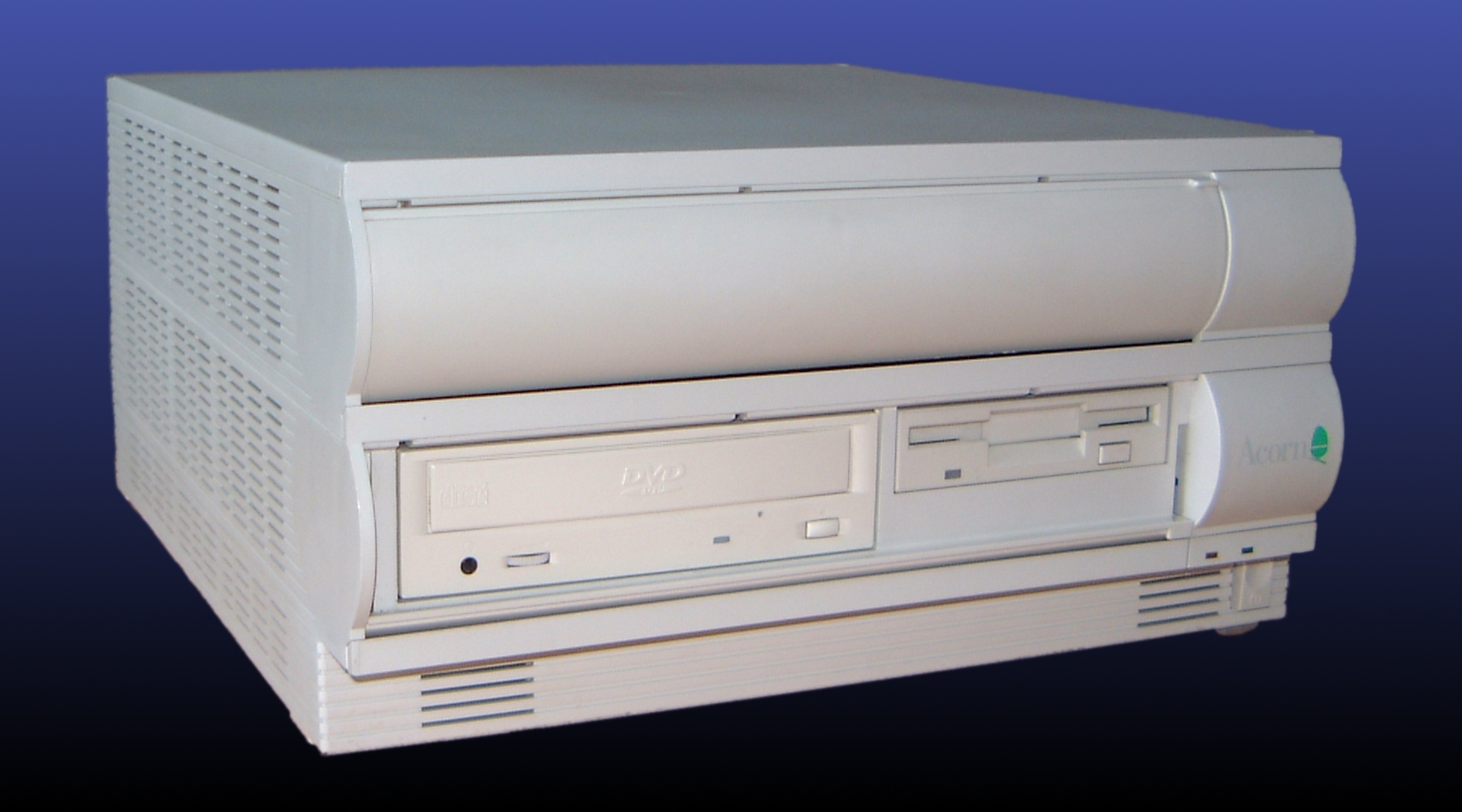
Ein Acorn Risc PC 600 mit zwei Gehäusemodulen, 3,5-Zoll-Diskettenlaufwerk und DVD-ROM-Laufwerk.

Der Risc PC ist ein auf RISC-Technik basierender Computer der Firma Acorn. Wie sein Vorgänger, der Acorn Archimedes, besitzt er eine ARM-CPU, als Betriebssystem wird RISC OS in Version 3.5 oder neuer verwendet. Der erste Risc PC wurde 1994 mit einem ARM610-Prozessor vorgestellt, der mit 30 MHz getaktet war; ein Jahr später erschien ein Modell mit ARM710 (40 MHz). 1996 war der deutlich schnellere StrongARM-Prozessor (bis zu 287 MHz) für den Risc PC verfügbar.

## Technische Beschreibung
Eine Basisversion des Betriebssystems ist in austauschbaren ROM-Bausteinen gespeichert, so dass der Rechner auch ohne Festplatte gestartet werden kann. Als Arbeitsspeicher wurden die weitverbreiteten EDO-SIMMs verwendet, die sich der Hauptprozessor anders als beim Archimedes nicht mehr mit der Grafikkarte teilen muss, jedoch nach wie vor kann, wenn kein Grafik-RAM-Modul eingesteckt ist. Der Hauptspeicher kann nach Vorgabe maximal auf 256 MiB aufgerüstet werden.
Die vier hauptsächlichen Hardwarebausteine sind, wie in der Archimedes Reihe, vorhanden. Allerdings ist der MEMC (Memory Management Unit) nun zusammen mit dem IOC in den IOMD Chip integriert. Daher finden sich nur noch VIDC (Video IC) und IOMD auf der Hauptplatine. Zusätzlich existiert ein Super I/O Chip (SMC FDC37C665GT), der für Floppy, die IDE-Festplatte, seriellen und parallelen Anschluss zuständig ist.
Das System besitzt zwei Slots für Prozessor-Steckkarten. In einem davon befindet sich der Hauptprozessor des Systems. In den zweiten Steckplatz kann ein weiterer Prozessor eingebaut werden. Dies ermöglicht es problemlos auf neuere Prozessoren aufzurüsten und z. B. als Zweit-CPU einen 486 einzusetzen, um diesen als „eingebetteten PC“ zu betreiben. Dadurch ist es möglich, DOS oder Windows unter RISC OS auszuführen.
Ein Netzwerkslot erlaubt das Nachrüsten einer Ethernet-Anbindung.
Das Gehäuse ist nahezu schraubenfrei, modular aufgebaut und sehr leicht zu öffnen.

### Auslaufende Batterien
Über 30 Jahre nach Markteinführung sind die Stützakkus für das CMOS-RAM, das bestimmte Konfigurationswerte zwischenspeichert, in fast allen Fällen erschöpft und tendieren zum Auslaufen. Dabei verteilt sich Batterielauge über die Hauptplatine und zerstört in der Folge Kupferbahnen – bis hin zum völligen Funktionsverlust des Gerätes. Daher sollte der Akku bei eingelagerten oder gebrauchten Geräten kontrolliert und getauscht werden, am besten durch ein Modell, das abseits der Platine im Gehäuse eingesetzt wird. Kleine Kristalle auf der Außenseite des Akkus sind erste Warnhinweise; grüne Oxidationsbeläge auf den benachbarten ICs deuten dagegen schon auf fortgeschrittene Zerstörung hin.

## Technische Basisdaten
Diese Daten sind gleich für alle Modelle.
- Modulares Gehäuse mit proprietärem Netzteil und Monolautsprecher
- IOMD – Input-, Output- und Memorycontroller ASIC
- VIDC20 – Video- & Soundcontroller ASIC

Betrieb mit und ohne VRAM möglich, ohne VRAM Rückgriff auf Shared Memory-Verfahren
XUSVGA (0800 × 0600) mit 32 Bit Farbtiefe
SVUXGA (1024 × 0768) mit 16 Bit
SVUXGA (1600 × 1200) mit 8 Bit
Sound: 8 Bit logarithmische (Issue 1 und Issue 2 Mainboards) bzw. 16 Bit lineare Samples (Issue 3 Mainboards)
- Open Processor-Architektur (2 Prozessorsteckplätze, davon 1 mit ARM-Karte belegt)
- 2 × 72 Pin SIMM-Sockel für PS/2-/EDO-RAM bis 256 MB (2 × 128 MB)
- 1 × VRAM-Sockel für ein DIMM-Modul mit 1 bzw. 2 MB, experimentell auch mit mehr Speicher
- 2 × ROM-Sockel für RISC OS-ROMs
- 1 × Netzwerkadapter-Sockel für Ethernet- bzw. Econet-Netzwerkkarten
- 240 Byte batteriegestütztes CMOS-RAM für Basiskonfiguration und Echtzeituhr[15]
- DEBI-Erweiterungsbus mit voller DMA-Unterstützung für Slot 0 und 1 (Zählweise anfangend am Motherboard von 0 bis 7)

DEBI: DMA Extended Bus Interface
bis 8 Slots bei 4-Etagen-Backplane
- Sockel für 16-Bit-Soundkarte (nur Issue 1 und 2 Mainboards, Issue 3 Mainboards hatten 16bit-Sound on board)
- 1 × Mixer-Anschluss für Audio analog (nur Issue 3 Mainboards)
- 1 × IDE/ATAPI-Anschluss für bis zu 2 IDE/ATAPI-Laufwerke (Festplatten, CD-ROM, Wechselplatten, Bandlaufwerke)
- 1 × Floppy-Anschluss

Beim Floppyanschluss gab es zwei unterschiedliche Modelle für den Risc PC 600, die sich darin unterschieden, dass beim einen Modell nur ein Laufwerk unterstützt wird, beim anderen hingegen zwei.
Anbindung von 3,5″- und/oder 5,25″-Diskettenlaufwerken (SD und HD)
3,5″-Formate: 1,6 MB (ADFS), 1,8 MB (ADFS Extended), 1,44 MB (FAT), 800 kB (ADFS), 720 kB (FAT, ATARI)
- Alle Anschlüsse auf der Rückseite

PS/2-Tastaturanschluss
Logitech Mousebus-Mausanschluss (mechanische Drei-Tasten-Maus mitgeliefert)
1 × Parallelport, bidirektional
1 × serieller Port, 115200 Bit/s
1 × 3,5 mm Stereo-Klinkenstecker Audio Out
1 × VGA-D-Sub-15-Anschluss
Externe Anschlüsse aller Erweiterungen werden nach hinten aus dem Gehäuse geführt.

## Modelle

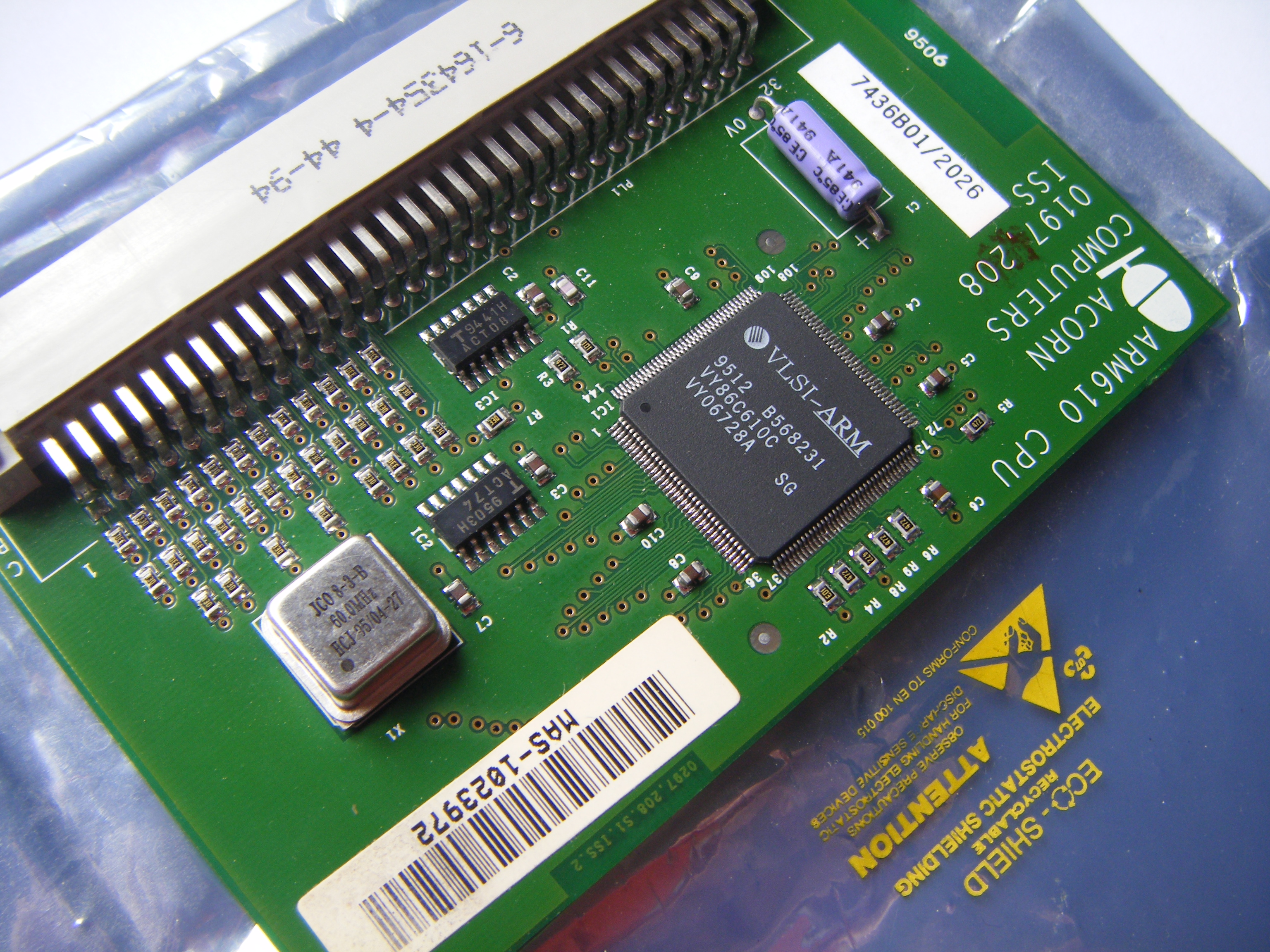
Prozessorkarte mit ARM610 für Acorn RiscPC

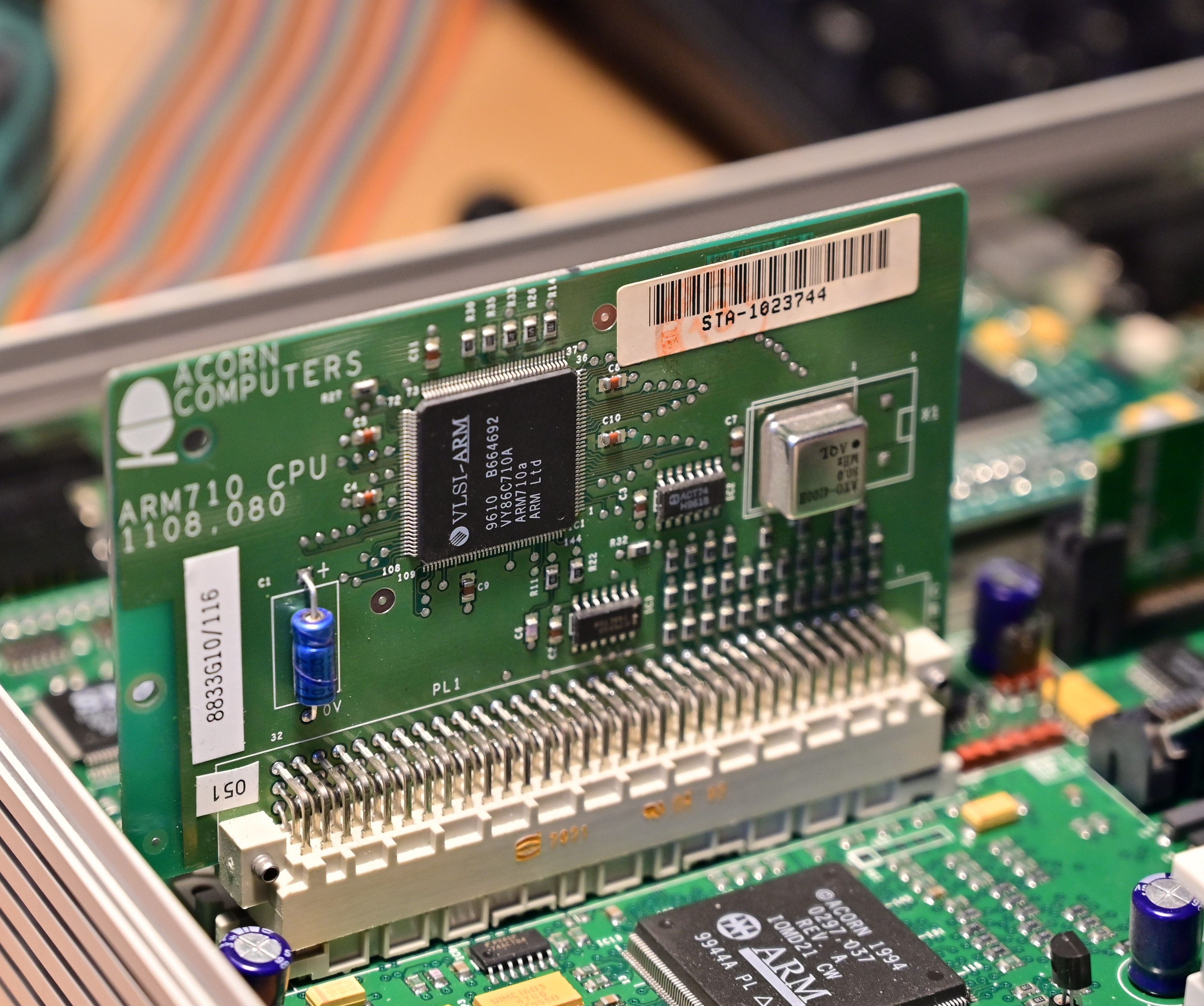
Prozessorkarte mit ARM710, 40MHz

| Modell          | Risc PC 600 | Risc PC 700 | Risc PC SA |
| --------------- | ----------- | ----------- | ---------- |
| Markteinführung | 1994        | 1995        | 1997       |
| Prozessor       | ARM 610     | ARM 710     | Strong ARM |
| RISC OS         | 3.5         | 3.6         | 3.7        |

Der Risc PC erschien in seiner ersten Ausführung zunächst unter diesem Namen. Die Namenserweiterungen durch nachgestellte Zahlen (600,700) wurden erst nach Erscheinen der Prozessorkarte mit dem ARM710 eingeführt.
Der Risc PC wurde original mit einer ARM610 Prozessorkarte und 4 MB RAM sowie einer 210 MB Festplatte ausgeliefert. Das Mainboard hatte zu der Zeit nur 8Bit Sound und das VideoRAM war zunächst nur bis 1 MB installierbar, da die 2 MB Riegel anfangs nicht lieferbar waren. Diese Machine wurde in verschiedenen Kombinationen mit Acorns eigenen Monitoren (AKF60, AKF85), größerer Festplatte (420 MB), einem CD-ROM, dem 1 MB VideoRAM Modul, Erweiterung auf 8 MB Arbeitsspeicher angeboten.

Die direkte Vorgängermachine, der A5000, konnte durch einfache Erweiterung per 2MB-Steckmodul 4 MB RAM enthalten oder hatte dieses als Maximalausbau direkt auf dem Board aufgelötet; durch aufwendigere Umbauten (Nachrüstung jeweils eines MEMC Memory Controllers je weitere 4 MB und Einbau eines Sockels für den originalen MEMC) waren 8 MB oder 12 MB RAM möglich. Daher sind die 4 MB RAM Grundausstattung des Risc PC zu der Zeit recht großzügig gewesen.

Der Einstandspreis des Risc PC in Deutschland lag für das kleine Modell (ARM610,4MB,210HDD) bei exakt 2999,- DM.
Wichtige einzeln von Acorn erhältliche direkte Mainboarderweiterungen waren ein steckbares SoundModul mit 16Bit Soundausgabe (d. h. CD-Qualität), das VideoRAM Upgrade, ein Ethernetmodul, die PC-Kompatibilitätskarte.

Letztere gehörte wohl zum Gesamtverständnis der Maschine aus Acorns Sicht unabdingbar dazu – das gesamte Gerät ist ja im Hinblick auf diese Möglichkeit konstruiert (OpenBus). Sie erschien zunächst in Form einer mit einem 486SX von Texas Instruments versehenen Version. Diese erlaubte durchaus das Betreiben von DR-DOS aus dem Lieferumfang, aber auch von MS-DOS, Windows 3.1, später Windows 95. Allerdings, natürlich, bei eingeschränkter Spieletauglichkeit.
Wegen seines modularen Aufbaus kann der Risc PC schrittweise ausgebaut werden. Auch der Hersteller selbst bot im Laufe der Zeit weitere Prozessorkarten, RAM-Module, Netzwerkkarten, PC-Karten an, und verkaufte bestimmte Zusammenstellungen als Komplettgeräte unter offizieller eigener Gerätenummer (ACBxx). Daher ergeben sich auch „Meilensteine“ der Entwicklung mit besonderer Bezeichnung, wie in obiger Tabelle.
Während der Herstellungszeit wurde das Mainboard zweimal leicht überarbeitet, blieb aber von den Haupteigenschaften her im Wesentlichen unverändert. Die dritte Version enthält dann bereits 16-Bit-Sound on-board und eine an europäische Normen angepasste Videoeinheit (die das Bild nicht verbesserte).

Daraus ergibt sich auch, dass man für den Betrieb etwa einer StrongARM Karte nicht auf ein passendes neueres Board angewiesen ist. Stattdessen lassen sich auch Geräte der ersten oder zweiten Generation auf den Stand eines Vollausbaues bringen. Oft wird noch ein ROM-Austausch nötig, da das OS den neuen Prozessor auch unterstützen muss.
Von Acorn selbst war ein Upgradepfad vom ARM600 über den ARM700 (1995) hin zu einem angekündigten ARM800 vorgesehen. Dazu gab es schon zur Risc PC Einführung fixe garantierte Upgradepreise, um so eine geplante Aufrüstung zu ermöglichen. Alle diese Chips waren mit Taktraten in normaler Chipevolution geplant, beginnend bei den 30 MHz des ARM610 im Risc PC (Vergleich mit A5000 25 MHz bzw. 33 MHz und A540 mit 26 MHz, alle mit ARM3). Die ARM710 Prozessorkarte des Risc PC 700 wurde mit 40 MHz betrieben und war ca. 25 % schneller als der ARM610.

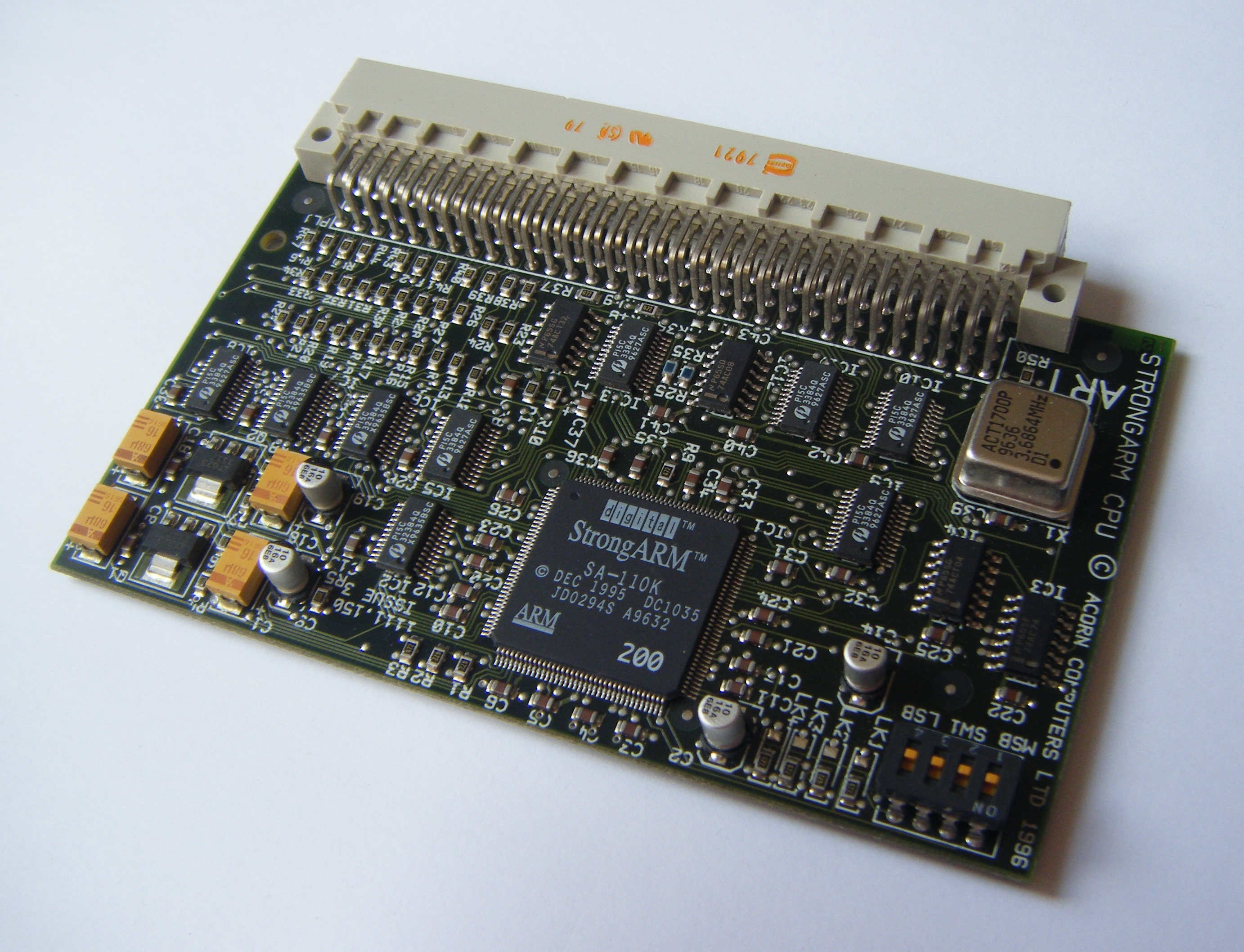
Acorn ART10 202 MHz StrongARM CPU

1996 erschien die StrongARM-CPU, die von der Digital Equipment Corporation (DEC) mit und für ARM entwickelt worden war. Bei deren Entwicklung war viel von Digitals Wissen über die Herstellung hochgetakteter RISC-Prozessoren wie dem Alpha-Prozessor eingeflossen. Unter anderem gab es getrennte Caches für Daten und Instruktionen (Harvard-Architektur) statt des einfachen Caches der älteren ARM-Prozessoren und die Befehlspipeline wurde von drei auf fünf Stufen verlängert. Dies zog bei der Nutzung dieses Chips im Risc PC einige Änderungen bei Betriebssystem (RISC OS 3.7 benötigt) und vielen Programmen nach sich. Im Gegenzug war so Ende 1996 mit der StrongARM-Karte eine Prozessorkarte verfügbar, die bei 202 MHz Taktrate wieder eine für Mikrocomputer hohe Rechenleistung erbrachte.

## Besonderheiten

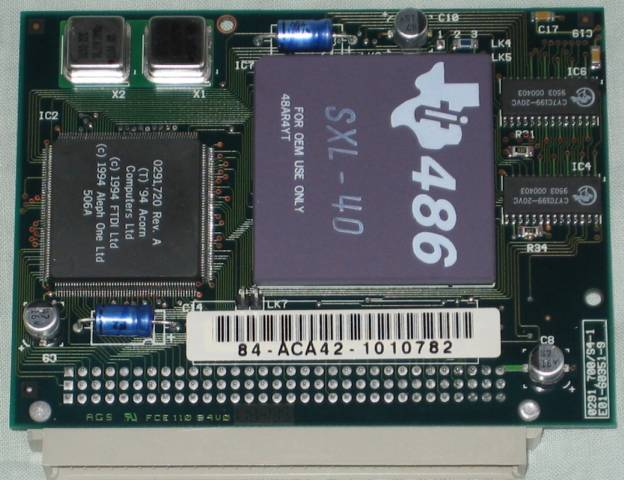
Die erste PC-Card

Der zweite Prozessorsteckplatz ist eine in dieser Form sonst kaum anzutreffende Hardwarelösung, da es hier einem Zweitprozessor komplett anderer Bauart (ARM vs. x86) im echten Parallelbetrieb erlaubt wird, den kompletten Systembus inklusive aller Geräte (RAM, Grafik, I/O) anzusteuern, wenn auch unter der Voraussetzung, dass der eigentliche Busmaster immer ein ARM-Prozessor sein muss, der daher auch im ersten Slot einzustecken ist. Die Anbindung des Zweitprozessors ans System erfolgt über ein besonderes IC, das auf allen PC-Karten zu finden ist und eine Umsetzung an das Busprotokoll des Risc PC vornimmt.

Es ist in dem Sinn auch kein Dual- bzw. Mehrprozessorsystem der Art, wie sie von anderen Herstellern bekannt sind, etwa SUN SPARCstation 10, SUN Ultra 2, SGI Octane oder das Abit BP6 Mainboard für Celerons.
Es gab aber auch seitens Acorn Bemühungen den Risc PC im Dual-Prozessor Modus zu betreiben. Ausdruck dafür ist die Existenz einer Prozessorkarte mit einem weiteren ARM610, die Acorn „Duet“-Karte.
Von der englischen Firma SIMTEC Electronics wurde dieser Ansatz ebenfalls verfolgt und nahm in Form eines ganzen Steckkartensystemes namens Hydra Gestalt an mit dem bis zu 5 (!) ARM-Prozessorkarten auf den vorhandenen 2 Prozessorslots installiert werden können. Das Hydra Multiprocessor Board war dabei, im Gegensatz zur Duet Karte, tatsächlich käuflich zu erwerben und mittels eines Mandelbrotgenerators demonstrierbar.

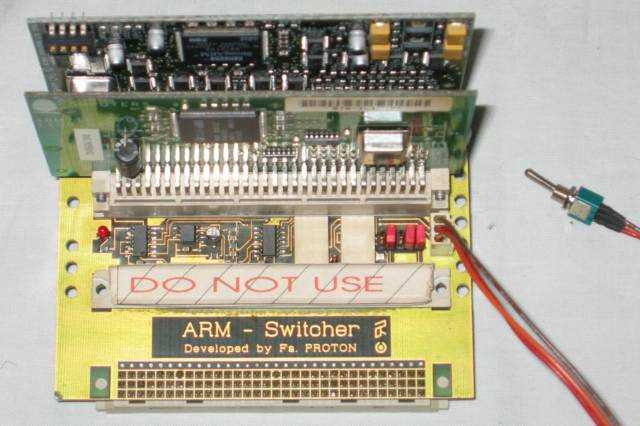
ARM-Switcher

Die Dortmunder Firma ACE (Acorn Computer Enterprises) produzierte eine Umschaltplatine, den ARM-Switcher, die es ermöglichte zwei unterschiedliche ARM Prozessoren im Risc PC eingebaut zu lassen und vor dem Anschalten entscheiden zu können, welche CPU beim Start benutzt wird. Dies war wohl insbesondere in der Zeit des Übergangs und der Anpassung auf die StrongARM Architektur eine sinnvolle Lösung, da so bereits vorhandene Software weitergenutzt werden konnte.
Die von Acorn 1994 ebenfalls angekündigten Media-Prozessoren (etwa DSPs, MPEG-Decoder oder Grafikbeschleuniger) für den zweiten Prozessorslot sind nie in dieser Form allgemeinverfügbar geworden. Möglicherweise wäre dies die bessere Option gewesen, den Slot zu benutzen; dem widersprach allerdings wohl der Zwang zur PC-Kompatibiltät, dem in dieser Zeit alle Hersteller mit eigener Systemarchitektur unterlagen oder zu unterliegen meinten.

## Modulares Gehäuse

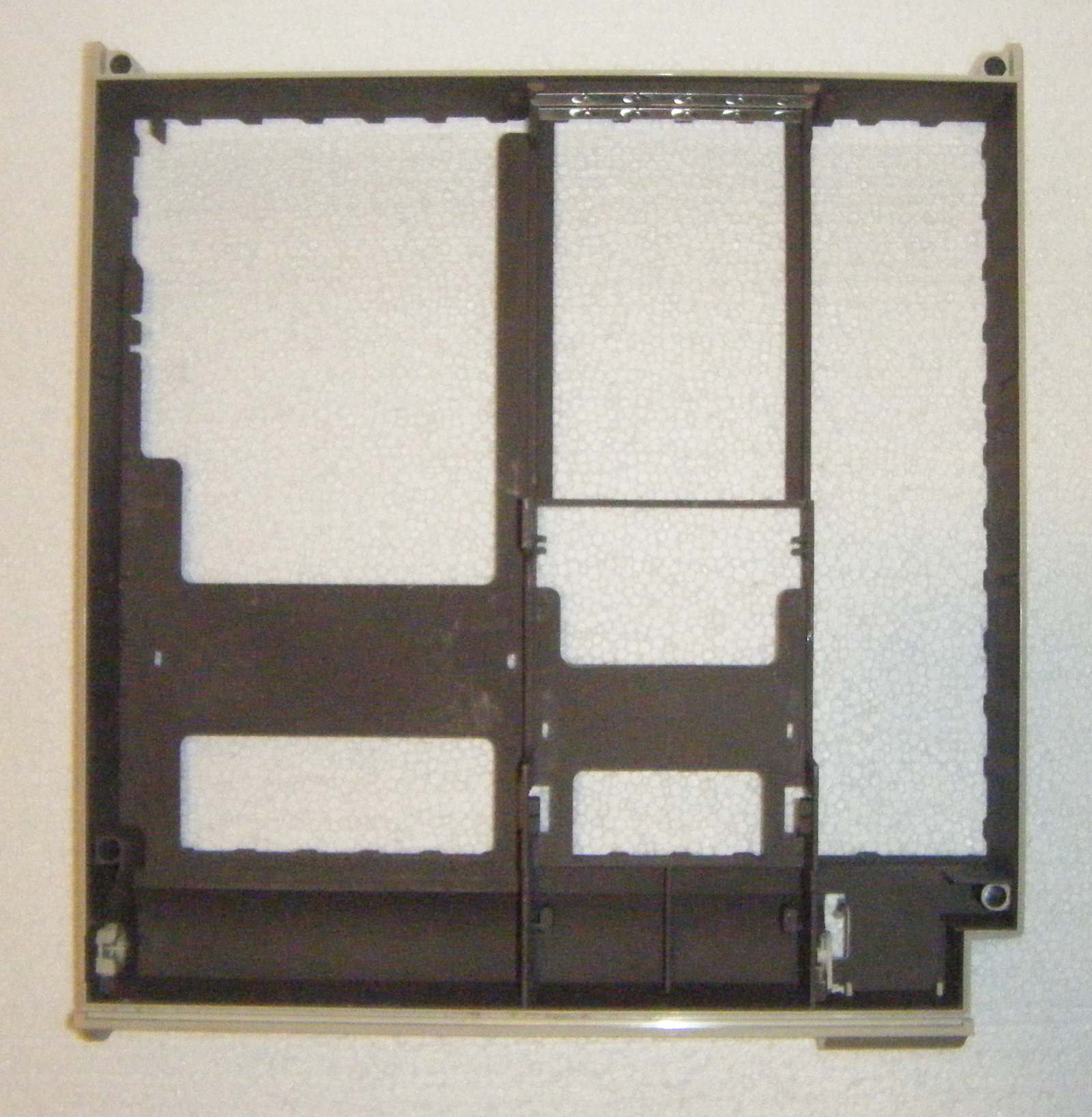
Gehäusemodul von oben

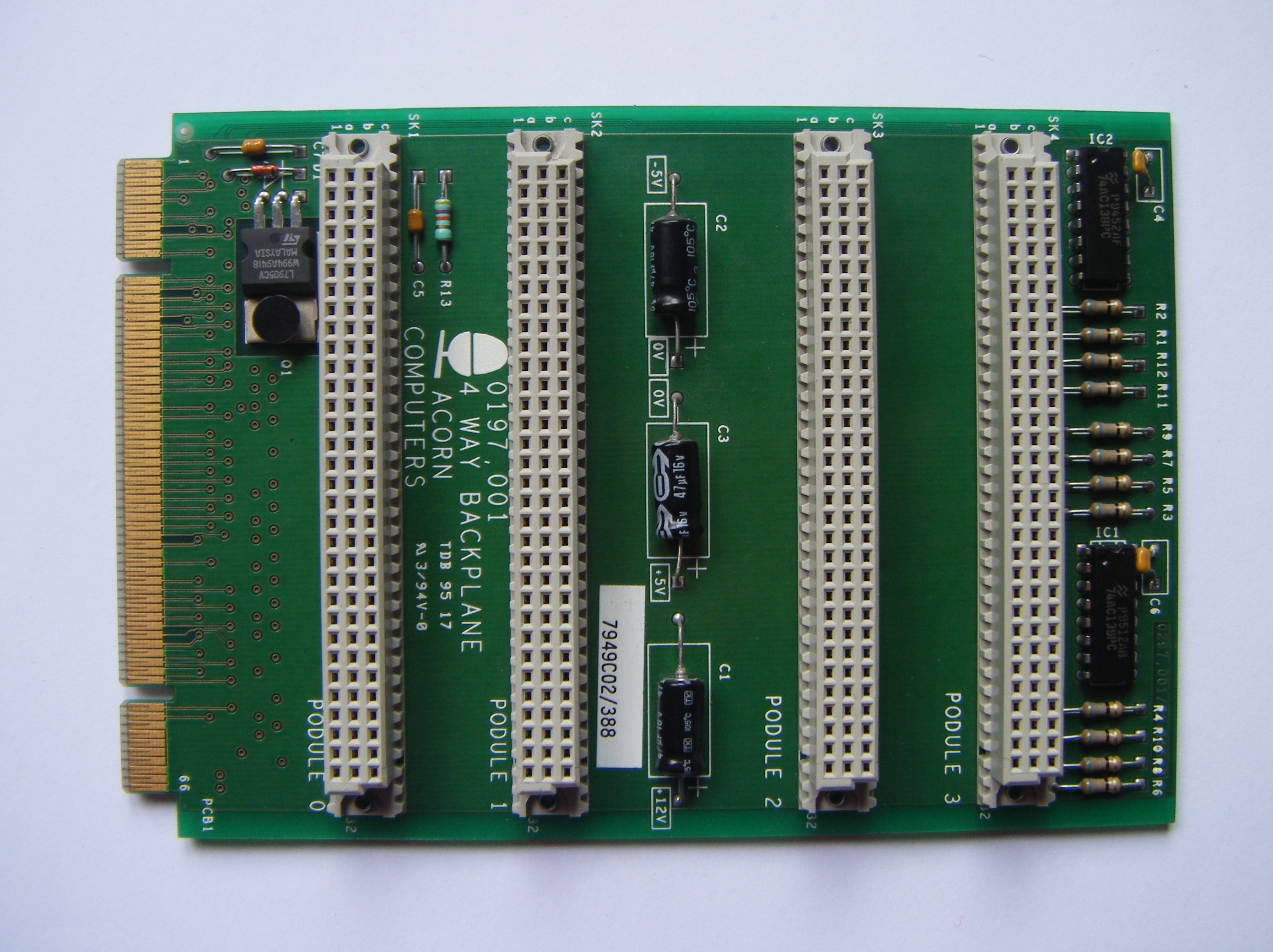
4-Slot-Backplane

Das Gehäuse ist modular über mehrere übereinander stapelbare Gehäuseteile erweiterbar. Dabei ist bereits die erste unterste Ebene baugleich zu allen potentiell folgenden. Eine Basisplatte fasst das Mainboard sowie das Netzteil und eine frontseitig installierte Festplatte. Jedes zusätzliche Ebenenmodul bietet Platz für ein weiteres 5,25″-Laufwerk und einen 3,5″-Schacht, etwa für Floppys oder weitere Festplatten. Alle Module werden durch insgesamt vier steck- und drehbare Stifte an den Gehäuseecken mit der Basisplatte zusammengehalten und verriegelt. Erweiterungssteckplätze für Steckkarten, sogenannte Podules, werden über eine Riser-Karte, die bei Acorn Backplane genannt wird, vertikal angeordnet. Je zusätzlichem Ebenenmodul sind dabei zwei weitere Erweiterungsslots möglich. Ein Gehäuse mit zwei Ebenen kann also vier Steckkarten aufnehmen, wenn die entsprechende Backplane verbaut ist; höhere Gehäuse entsprechend mehr. Im Standardgehäuse mit einer Ebene sind es entsprechend nur die unteren zwei Slots, die dafür aber DMA fähig sind. Karten die diesen Modus unterstützen (z. B. SCSI-Controller) sollten daher am besten hier installiert werden. Spätestens ab vier Slots muss die Stromversorgung beachtet werden, die bei den Risc PCs nicht auf große Vollausbauten ausgelegt sind. Es existieren zwei unterschiedlich starke Netzteile mit 70 Watt bzw. 103 Watt Leistung.
Der wohl aufwendigste und bemerkenswerteste Risc PC Aufbau ist die auf der Acorn World Show im November 1996 vorgestellte Maschine mit ganzen zehn Gehäuseebenen, die unter dem Namen „The Rocket Ship Computer“ bekannt geworden ist.

## Nachfolger
Der offizielle Risc-PC-Nachfolger Phoebe oder auch Risc PC-2 wurde von Acorn nie fertiggestellt. Im Jahre 2000 erschien der Kinetic Risc PC mit StrongARM, RISC OS 4 und Speicher auf der CPU-Karte.
Dieser wurde nach dem Ende von Acorn von Castle Technology Ltd., einem Anbieter von Zusatzhardware für die Acorn-Geräte, weiter gebaut und vertrieben. Castle Technology Ltd. hat später, im Dezember 2002, einen eigenen Nachfolger des Risc-PC auf Basis des XScale-Prozessors herausgebracht, den IYONIX pc.
Ab Herbst 1999 gab es von Millipede, die bereits das erfolgreiche APEX Imager Board entwickelt hatten, die Ankündigung eines Ersatzmainboards für die RiscPCs, welches auch höchste Grafikauflösungen darstellen können sollte – das Imago Mainboard. Zunächst mit 1800 × 1400 angekündigt und schnell auf 2048 × 1536 bei 24 Bit Farbauflösung (16 Millionen Farben) erweitert, kam dieses Board, trotz einiger Messevorführungen nie über den Prototypenstatus hinaus. Insbesondere auch die Umstellung der zu Beginn eingeplanten StrongARM CPU auf den bereits verfügbaren Intel XScale führte dann zu weiteren Verzögerungen.
Das Imago Board bildet auch die Basis für den, auf der Wakefield Show 2000 vorgeführten, Grafikrechner Cerilica Nucleus. Dieser Rechner demonstrierte die tatsächliche Benutzbarkeit dieser Hardware, allerdings blieb es bei genau einem gebauten Rechner.
Vom britischen Unternehmen MicroDigital gab es ein besonders interessantes Gerät, dessen wichtigste Hardwarekomponenten durch FPGAs dargestellt wurden, den Omega. Damit wurden Hardwareanpassungen durch Software-Updates möglich. Der Zeitpunkt des ersten demonstrierbaren stabilen Betriebs fiel ungefähr mit dem Erscheinen des IYONIX zusammen, weshalb es Ende 2002 gleich zwei tatsächlich lieferbare Nachfolgesysteme gab. Je nach Sichtweise kann man den Omega auch als letzten echten Rechner in der Tradition der Archimedes-Reihe ansehen, denn er ist, durch die direkte Nachbildung, überwiegend direkt hard- und softwarekompatibel, dabei aber wesentlich schneller als das Original.
Ihm gebührt die Ehre, bei vielen ehemaligen Nutzern des RISC OS die Hoffnung auf eine schnelle neue Hardwaregeneration nach der Zerschlagung der Firma Acorn aufrechterhalten zu haben.

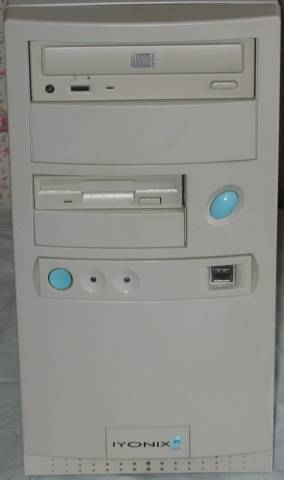
Iyonix Computer

Ende des Jahres 2002 überraschte Castle Technology Ltd., welche bereits die Fortführung der Herstellung von RiscPC und A7000 bzw. A7000+ übernommen hatten und mit der Kinetic Karte für weitergehende Benutzbarkeit sorgten, mit der Vorstellung einer komplett neuen Maschine, des IYONIX. Dieser basierte auf einer Hardware, die deutlich vom bisherigen Systemaufbau abwich (Grafikbaustein, I/O Chip) und daher eine Anpassung des Betriebssystems auf unterster Ebene erforderte. Gelöst wurde dies durch Einführung einer Hardwareabstraktionsschicht (HAL) ins RISC OS. Auf Softwareseite führte dies zu Inkompatibilitäten und der Erfordernis, Programme anzupassen. Insbesondere auch, dass die XScale CPU das Prozessorstatusregister nun endgültig von der Speicherverwaltung (Programm Counter) ablöst, erforderte Änderungen. Man spricht hier dann von sogenannter 32 Bit Software, im Gegensatz zu der ursprünglichen 26 Bit Software, bei welcher es sich aber natürlich auch um 32 Bit breite Daten und Register handelt, da die ARM-CPU von Beginn an 32 Bit Register verwendete, allerdings den Speicherzugriff nur mit einer Adressbusbreite von 26 Bit erlaubte. Durch die Anpassungen kann der Iyonix einen schnell getakteten XScale '80321' Chip mit 600 MHz verwenden und auch sonst auf günstigere Hardwarebauteile aus dem StandardPC-Bereich setzen. Insbesondere IDE-Anbindung, Arbeitsspeicher (200MHz DDR-SDRAM) und die Grafikkartennutzung profitieren davon und beschleunigen so das Gesamtsystem deutlich. Ausgeliefert wurde er zudem mit einem kompletten Satz an Nutzertools und Programmen, wie z. B. einer Textverarbeitung und einem PDF-Betrachter.
Der A9home war ein kleiner Mini-Computer der Firma Advantage Six von 2005. Kleiner als der Mac Mini, der etwa zeitgleich erschien, ist er, wie der IYONIX PC schon ein Gerät der neueren Generation mit vollem 32-Bit-Adressbus. Der A9home deutet bereits den Übergang auf kleine Geräte mit Boards in Miniformat oder gar vollintegrierte Systeme in einem Chip, wie den Raspberry Pi, an.
Die Miniaturisierung hat auch vor dem Gehäuse nicht haltgemacht, was sich an kommerziellen Geräten wie BIK (BeagleBoard-In-Kiste) (in England als ARMini) von 2010 oder PIK (PandaBoard-In-Kiste) (in England als ARMiniX) von 2011 gut erkennen lässt. Mittels 3D-Druck ist heutzutage sogar ein, an das große Vorbild angelehnte, selbstgefertigtes Gehäuse möglich.
Derzeit aktuelle Nachfolgesysteme sind bis zu 140-mal schneller als ein Risc PC und basieren u. a. auf dem BeagleBoard, dem Wandboard, dem Titanium von Elesar oder dem Raspberry Pi in allen seinen Versionen.